# Jean Reynaud

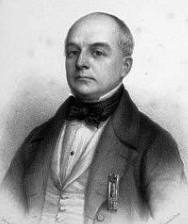
Jean Reynaud

 Jean Ernest Reynaud (* 14. Februar 1806 in Lyon; † 28. Juli 1863 in Paris) war ein französischer Philosoph und Vertreter des Sozialismus des 19. Jahrhunderts.

## Leben und Wirken
Reynaud besuchte die École polytechnique in Paris und schloss das Studium als Bergbauingenieur ab. Er war von 1849 bis 1854 Mitglied der Konstitutante und dort Vertreter der gemäßigten Demokraten. Bereits während seines Studiums begann er, sich philosophischen Studien zu widmen und wandte sich dem Saint-Simonismus zu. Er wendete die Idee des Fortschritts metaphysisch an, der Mensch habe schon in einem vorirdischen Zustand existiert und werde in anderen Welten weiter existieren; rein immaterielle Geister gebe es nicht.

## Dedikationsnamen
Jacques Pucheran widmete ihm 1845 den wissenschaftlichen Namen des Rotstirn-Seidenkuckucks (Coua reynaudii).

## Werke
- Discours sur la condition physique de la terre, 1840.
- Considération sur l'esprit de la Gaule, 1847.
- Pierre Leroux, Jean Reynaud: Encyclopédie nouvelle, 1839–1840.
- Terre et Ciel, philosophie religieuse, 1854.
- Vie et correspondance de Merlin de Thionville, 1860.
- Choix de lettres, 1861.
- Œuvres choisies, lectures variées, 1865.
- Études encyclopédiques, 1866 (3 Bde.)